# Need for Speed II
Need for Speed II es un videojuego de carreras de autos, que fue lanzado en 1997; desarrollado por EA Canadá y publicado por Electronic Arts. Forma parte de la serie Need for Speed, siendo su segundo lanzamiento, es decir, la secuela de The Need for Speed, primer videojuego de la serie. A diferencia de su predecesor, Need for Speed II no tenía el mismo realismo, pero presentaba una importante mejora gráfica.

## Descripción del juego
El juego consiste en una serie de competencias, en las cuales, al ganar se desbloquean automóviles, buscando ser el mejor competidor del mundo. Se incluyen una serie de automóviles exóticos de los años 1990, entre ellos se encuentran el McLaren F1 y el Ferrari F50. También las competiciones se realizan a nivel mundial, habiendo una gran variedad de localizaciones entre las pistas. Por ejemplo, en una de ellas, se compite a través de un set de películas de Hollywood, mientras que en otra carrera, se conduce por el borde de la cordillera del Himalaya.

## Modos de juego
Al igual que su predecesor, Need for Speed II permite a los jugadores conducir autos exóticos, ya sea contra oponentes controlados por computadora u oponentes humanos ya sea en cooperativo, LAN, módem o conexión en serie.
Hay tres modos de juego distintos:
- Modo de Carrera Individual, en el que un jugador simplemente elige un auto y una pista en una sola carrera. En este modo, el jugador puede personalizar el número y tipo de oponentes, así como el número de vueltas a completar.
- Modo de torneo, en el que el jugador debe completar una serie de carreras con éxito para desbloquear un vehículo de bonificación.
- El modo Knockout consiste en una serie de carreras de 2 vueltas con 8 oponentes; el último corredor al final de cada vuelta es eliminado de la competición.

El juego cuenta con ocho deportivos de gama alta y coches de concepto que el jugador puede conducir. La edición Special Edition del juego agrega más. Además, el juego cuenta con un «escaparate» que proporciona fotos, vídeos e información detallada sobre cada vehículo, así como la historia de cada empresa y antecedentes de desarrollo de cada auto.
El juego también cuenta con varios elementos de personalización en comparación con el juego anterior como la pintura de los autos y componentes de rendimiento como la transmisión.

## Desarrollo
Need for Speed II fue desarrollado por EA Canada. El programador principal para el juego era Laurent Ancessi con Wei Shoong Teh y Brad Gour como programadores mayores. Para garantizar la física de manejo del coche rápido y el rendimiento eran tan precisos como sea posible, los programadores colaboraron con los fabricantes de cada vehículo.

## Vehículos
En la versión de PlayStation se incluyen 9 modelos a escoger y en la versión Special Edition de PC 16 coches por escoger.
- McLaren F1
- Ferrari F50
- Ford GT90
- Jaguar XJ220
- Lotus Esprit V8
- Italdesign Calà
- Lotus Elise GT1
- Isdera Commendatore 112i
- Ford Indigo (en la versión de PlayStation, puede conseguirse con clave o ganando el tournament)

### Vehículos extras en la Special Edition
- Italdesign Nazca C2
- Ferrari F355 Berlinetta
- Ford Mustang Mach III
- FZR 2000 (consiguiendose con clave)
- Tombstone (consiguiendose con clave)
- Bomber BFS (consiguiendose con clave)

## Pistas
- Proving Grounds, Noruega: el trióvalo del juego, siendo el de menos dificultad en el juego.
- Outback, Sídney, Australia: esta pista parte desde el Puente de Sídney que te lleva al Centro de Sídney y al área natural australiana.
- Last Resort, Cancún, México: playa, selva y cueva mexicana. La playa es muy parecida a Cancún, tiene lava, también las pirámides mayas. (Esta pista solo está disponible en la versión especial).
- North Country, Alemania, Europa del Norte: castillo, pueblo, carretera y bosque de Alemania.
- Pacific Spirit, Vancouver, Canadá: centro, montañas y bosques de Vancouver.
- Mediterráneo, Grecia: pueblo y templo griegos como el Partenon.
- Mystic Peaks, Nepal: parte de la cordillera del Himalaya.
- Monolithic Studios, Hollywood, Los Ángeles, California, Estados Unidos: estudio de filmación de Hollywood.

## Recepción
Need for Speed II fue recibido con críticas mixtas. Sitios web de revisión como GameRankings y Metacritic le dieron a la versión de PlayStation 71.39 % y 71/100 respectivamente y la versión de PC 68.25 %. El revisor de GameSpot gustó del juego, pero sentía que la mayoría de las carreteras eran «indignantes» y que los coches serían desconocidos para muchos. Una revisión de Adrenaline Vault describió el juego como «una buena experiencia de conducción total» con la instalación fácil, efectos de sonido realistas y una interfaz y música excelentes. Otro crítico quedó encantado con los gráficos más nítidos, animación más suave, colores ricos y mayor detalle en comparación con el original.
La crítica del juego deriva del hecho de ser más fácil de jugar y por lo tanto menos realista que su predecesor. Un crítico de IGN sintió que el juego no era tan bueno como el original. Algunos revisores sintieron que la dirección era un poco «desigual», y uno fue tan lejos como para describir los detalles gráficos como pobres. Otra cuestión era que el juego requería una computadora rápida en ese momento, para mostrar los gráficos en el ajuste más alto. Un crítico de Computer and Video Games no apreció la combinación de coches super realistas que se conducían en pistas de fantasía y pensó que los accidentes «se ven y se sienten mal». La revista oficial de PlayStation dijo que el juego tenía un «manejo atroz» y que uno pronto se aburriría.

### Need for Speed II: Special Edition
Lanzado el 6 de noviembre de 1997 en los Estados Unidos y el 2 de febrero de 1998 en Japón y Europa, la edición especial de «NFS II» incluye una pista extra, cuatro coches extra, tres coches bonos, un nuevo estilo de conducción llamado «salvaje» y Soporte de aceleración de hardware para 3dfx Glide.